# Unterstoppel
Unterstoppel ist ein Ortsteil der Marktgemeinde Haunetal im osthessischen Kreis Hersfeld-Rotenburg.

## Geografie
Unterstoppel liegt zwischen Bad Hersfeld und Hünfeld in der Vorderrhön am Fuße des 524 m hohen Stoppelsbergs, der einen Teil der Soisberger Kuppenrhön und des Hessischen Kegelspiels bildet. Nächster Nachbarort ist das einen Kilometer entfernte Oberstoppel, im weiteren Umkreis liegen Wehrda, Rhina, Steinbach (Ortsteil in der Marktgemeinde Burghaun) und Dittlofrod (Ortsteil in der Marktgemeinde Eiterfeld).

## Geschichte

### Ortsgeschichte
Die älteste bekannte schriftliche Erwähnung von Ober- und Unterstoppel erfolgte 1241 als Stupfele. Anlass für die Erwähnung war die Übertragung von Gütern durch den damaligen Abt des Reichsklosters Fulda, Konrad III. von Malkes, an seinen Konvent. Im Folgenden fielen die Orte in den Besitz der Adligen von Haune, 1409 gingen beide Orte dann in den Besitz der Landgrafen von Hessen über.

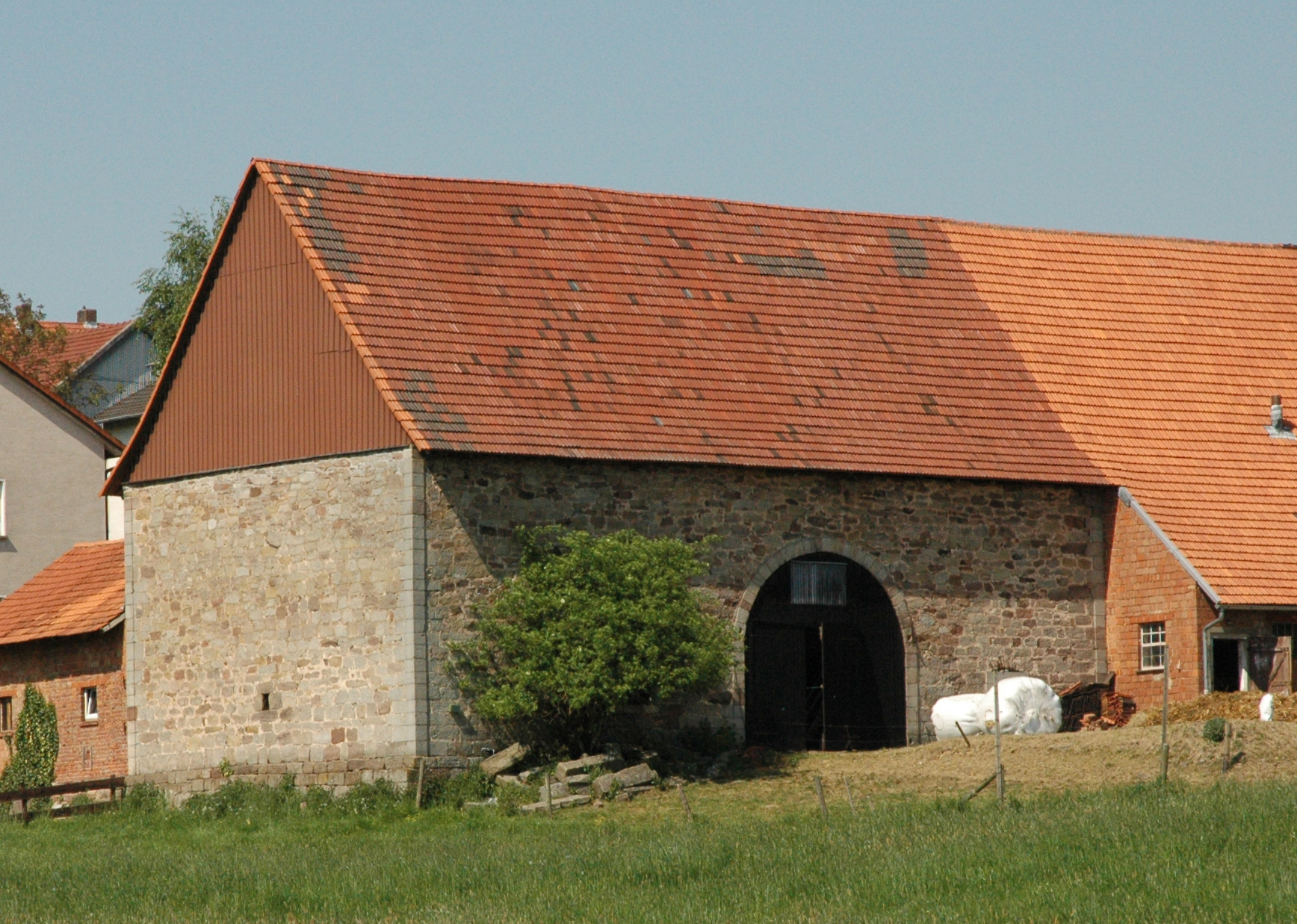
Zehntscheune in Unterstoppel

Die am südlichen Ausgang des Dorfes stehende ehemalige Zehntscheune trägt eine Inschrift, die auf das Jahr 1784 verweist.
Unterstoppel gehörte wie auch Oberstoppel bis 1881 zum Kreis Hersfeld. Um die Verwaltung zu vereinfachen, schlug man 1881 beide Dörfer dem Kreis Hünfeld zu. Kirchlich gehört Unterstoppel zu Oberstoppel, wo sich eine evangelische Barockkirche aus dem 18. Jahrhundert befindet. Die ursprünglich in Unterstoppel am südwestlichen Ortsrand vorhandene Antoniuskirche (1491) verfiel.
Hessische Gebietsreform (1970–1977)
Zum 1. August 1972 wurde im Zuge der Gebietsreform in Hessen die bisher selbständige Gemeinde Unterstoppel in die Gemeinde Haunetal, die in den neuen Landkreis Hersfeld-Rotenburg wechselte, kraft Landesgesetz eingemeindet. Für Unterstoppel wurde, wie für die übrigen bei der Gebietsreform nach Haunetal eingegliederten Gemeinden, ein Ortsbezirk mit Ortsbeirat und Ortsvorsteher nach der Hessischen Gemeindeordnung gebildet.

### Verwaltungsgeschichte im Überblick
Die folgende Liste zeigt die Staaten und Verwaltungseinheiten, denen Unterstoppel angehört(e):
- vor 1409: Heiliges Römisches Reich, Hochstift Fulda, Amt Hauneck
- ab 1409: Heiliges Römisches Reich, Landgrafschaft Hessen-Kassel (durch Kauf), Fürstentum Hersfeld, Amt Hauneck
- ab 1806: Landgrafschaft Hessen-Kassel, Fürstentum Hersfeld, Amt Hauneck
- 1807–1813: Königreich Westphalen, Departement der Werra, Distrikt Hersfeld, Kanton Holzheim
- ab 1815: Kurfürstentum Hessen, Fürstentum Hersfeld, Amt Hauneck[7]
- ab 1821/2: Kurfürstentum Hessen, Provinz Fulda, Kreis Hersfeld[8][Anm. 1]
- ab 1848: Kurfürstentum Hessen, Bezirk Hersfeld
- ab 1851: Kurfürstentum Hessen, Provinz Fulda, Kreis Hersfeld
- ab 1867: Königreich Preußen, Provinz Hessen-Nassau, Regierungsbezirk Kassel, Kreis Hersfeld
- ab 1871: Deutsches Reich,  Königreich Preußen, Provinz Hessen-Nassau, Regierungsbezirk Kassel, Kreis Hersfeld
- ab 1881: Königreich Preußen, Provinz Hessen-Nassau, Regierungsbezirk Kassel, Kreis Hünfeld
- ab 1918: Deutsches Reich, Freistaat Preußen, Provinz Hessen-Nassau, Regierungsbezirk Kassel, Kreis Hünfeld
- ab 1944: Deutsches Reich, Freistaat Preußen, Provinz Kurhessen, Landkreis Hersfeld
- ab 1945: Deutsches Reich, Amerikanische Besatzungszone, Groß-Hessen, Regierungsbezirk Kassel, Landkreis Hünfeld
- ab 1946: Deutsches Reich, Amerikanische Besatzungszone, Hessen, Regierungsbezirk Kassel, Landkreis Hünfeld
- ab 1949: Bundesrepublik Deutschland, Hessen, Regierungsbezirk Kassel, Landkreis Hünfeld
- ab 1972: Bundesrepublik Deutschland, Hessen, Regierungsbezirk Kassel, Landkreis Hersfeld-Rotenburg, Gemeinde Haunetal

## Bevölkerung

### Einwohnerstruktur 2011
Nach den Erhebungen des Zensus 2011 lebten am Stichtag, dem 9. Mai 2011, in Unterstoppel 72 Einwohner. Darunter waren keine Ausländer. Nach dem Lebensalter waren 9 Einwohner unter 18 Jahren, 30 zwischen 18 und 49, 18 zwischen 50 und 64 und 15 Einwohner waren älter. Die Einwohner lebten in 33 Haushalten. Davon waren 12 Singlehaushalte, 6 Paare ohne Kinder und 9 Paare mit Kindern, sowie 3 Alleinerziehende und keine Wohngemeinschaften. In 6 Haushalten lebten ausschließlich Senioren und in 18 Haushaltungen lebten keine Senioren.

### Einwohnerentwicklung
- 1585: 10 Haushaltungen[1]
- 1747: 15 Haushaltungen[1]

| Unterstoppel: Einwohnerzahlen von 1834 bis 2015 | Unterstoppel: Einwohnerzahlen von 1834 bis 2015 | Unterstoppel: Einwohnerzahlen von 1834 bis 2015 | Unterstoppel: Einwohnerzahlen von 1834 bis 2015 | Unterstoppel: Einwohnerzahlen von 1834 bis 2015 |
| --- | ----------------------------------------------- | ----------------------------------------------- | ----------------------------------------------- | ----------------------------------------------- |
| Jahr |                                                 |                                                 |                                                 | Einwohner                                       |
| 1834 | 1834                                            |                                                 | 162                                             | 162                                             |
| 1840 | 1840                                            |                                                 | 146                                             | 146                                             |
| 1846 | 1846                                            |                                                 | 163                                             | 163                                             |
| 1852 | 1852                                            |                                                 | 148                                             | 148                                             |
| 1858 | 1858                                            |                                                 | 145                                             | 145                                             |
| 1864 | 1864                                            |                                                 | 141                                             | 141                                             |
| 1871 | 1871                                            |                                                 | 160                                             | 160                                             |
| 1875 | 1875                                            |                                                 | 176                                             | 176                                             |
| 1885 | 1885                                            |                                                 | 153                                             | 153                                             |
| 1895 | 1895                                            |                                                 | 142                                             | 142                                             |
| 1905 | 1905                                            |                                                 | 128                                             | 128                                             |
| 1910 | 1910                                            |                                                 | 125                                             | 125                                             |
| 1925 | 1925                                            |                                                 | 125                                             | 125                                             |
| 1939 | 1939                                            |                                                 | 97                                              | 97                                              |
| 1946 | 1946                                            |                                                 | 147                                             | 147                                             |
| 1950 | 1950                                            |                                                 | 153                                             | 153                                             |
| 1956 | 1956                                            |                                                 | 115                                             | 115                                             |
| 1961 | 1961                                            |                                                 | 114                                             | 114                                             |
| 1967 | 1967                                            |                                                 | 117                                             | 117                                             |
| 1970 | 1970                                            |                                                 | 107                                             | 107                                             |
| 1980 | 1980                                            |                                                 | ?                                               | ?                                               |
| 1990 | 1990                                            |                                                 | ?                                               | ?                                               |
| 2000 | 2000                                            |                                                 | ?                                               | ?                                               |
| 2011 | 2011                                            |                                                 | 72                                              | 72                                              |
| 2015 | 2015                                            |                                                 | 70                                              | 70                                              |
| Datenquelle: Historisches Gemeindeverzeichnis für Hessen: Die Bevölkerung der Gemeinden 1834 bis 1967. Wiesbaden: Hessisches Statistisches Landesamt, 1968. Weitere Quellen: LAGIS; Gemeinde Haunetal; Zensus 2011 |                                                 |                                                 |                                                 |                                                 |

### Historische Religionszugehörigkeit
| • 1885: | 152 evangelische (= 99,35 %), ein katholischer (= 0,65 %) Einwohner |
| • 1961: | 95 evangelische (= 83,33 %), 19 katholische (= 16,67 %) Einwohner   |

## Politik
Für Unterstoppel besteht ein Ortsbezirk (Gebiete der ehemaligen Gemeinde Unterstoppel) mit Ortsbeirat und Ortsvorsteher nach der Hessischen Gemeindeordnung. Der Ortsbeirat besteht aus fünf Mitgliedern. Bei den Kommunalwahlen in Hessen 2021 betrug die Wahlbeteiligung zum Ortsbeirat 83,33 %. Alle Kandidaten gehören der „Bürgerliste Unterstoppel“ an. Der Ortsbeirat wählte Michael Henning zum Ortsvorsteher.

## Sehenswürdigkeiten

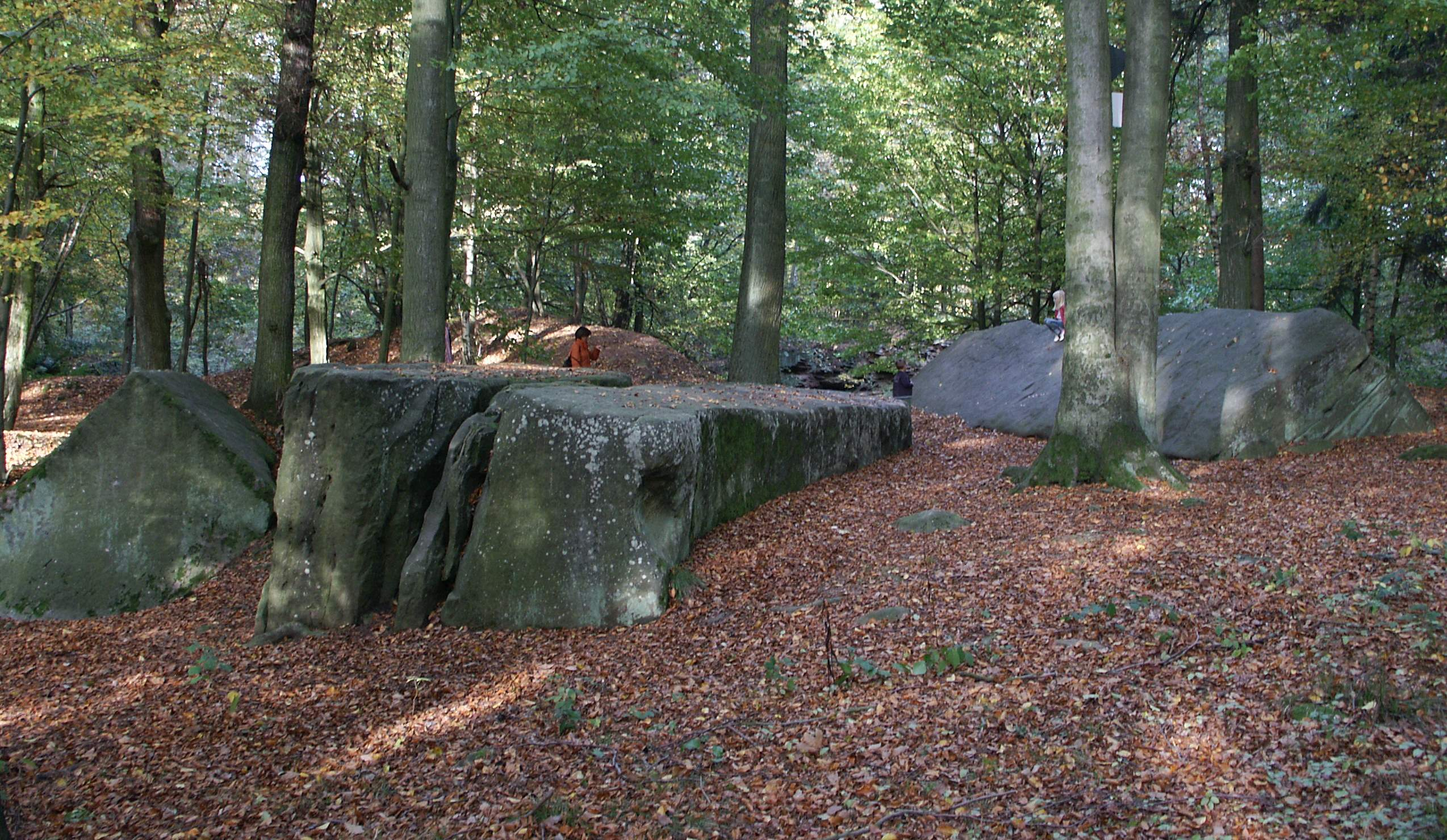
Lange Steine bei Unterstoppel

Zu Unterstoppel gehört die unweit des Straßendorfes im Tal des Flüsschen Ilmes liegende Ilmesmühle.
Sehenswert sind die nahegelegene Ruine der Burg Hauneck auf dem Gipfel des Stoppelsberges sowie die Langen Steine. Dazu siehe auch „Friedrich (Schweden) - Inschrift auf den Langen Steinen“.
Für die unter Denkmalschutz stehenden Objekte im Ort, siehe die Liste der Kulturdenkmäler in Unterstoppel.